# Jon Peters
Jon Peters est un producteur de cinéma américain, né le 2 juin 1945 à Van Nuys en Californie.

## Biographie

### Carrière
Avant de devenir producteur, Jon Peters rejoint l'entreprise de coiffure familiale sur Rodeo Drive où il établit de nombreux liens avec l'industrie cinématographique.
Il conçoit la courte perruque que Barbra Streisand porte pour la comédie Ma femme est dingue (For Pete's Sake, 1974), à la suite de quoi Peters et Streisand commencent une relation. Il produit ensuite l'album studio de Streisand, ButterFly (en) (1974), et est également crédité comme producteur sur le remake dans lequel joue Streisand, Une étoile est née (1976), bien que l'étendue de sa contribution soit contestée.
Il travaille également au côté de Peter Guber pendant les dix années suivantes, fondant la Guber-Peters Company, revendant leur affaire et dirigeant Sony Pictures de 1989 à 1991.

## Vie privée
Il a une relation avec Barbra Streisand dans les années 1970.
En janvier 2020, Jon Peters épouse l'actrice Pamela Anderson à Malibu en Californie. Après seulement douze jours de mariage, Pamela Anderson annonce leur séparation.

## Filmographie

### Producteur
- 1976 : Une étoile est née de Frank Pierson
- 1978 : Les Yeux de Laura Mars
- 1979 : Tendre Combat (The Main Event) d'Howard Zieff
- 1980 : Die Laughing
- 1980 : À Miami, faut le faire! (Caddyshack)
- 1981 : Le Loup-garou de Londres
- 1982 : Missing
- 1982 : Six Weeks, de Tony Bill
- 1983 : Flashdance
- 1983 : D.C. Cab
- 1984 : Dreams (série télévisée)
- 1984 : Mister T, l'homme le plus fort du monde (The Toughest Man in the World) (TV)
- 1985 : Vision Quest
- 1985 : The Legend of Billie Jean
- 1985 : Oceanquest (série télévisée)
- 1985 : Cluedo
- 1985 : La Couleur pourpre
- 1985 : Head Office
- 1986 : Brotherhood of Justice (TV)
- 1986 : The Clan of the Cave Bear
- 1986 : Youngblood
- 1987 : Les Sorcières d'Eastwick
- 1987 : L'Aventure intérieure
- 1987 : Who's That Girl
- 1987 : Le Mystère de la baie (Bay Coven) (TV)
- 1988 : Superman 50th Anniversary (TV)
- 1988 : Nightmare at Bitter Creek (TV)
- 1988 : Caddyshack II
- 1988 : Gorilles dans la brume
- 1988 : Missing Link
- 1988 : Rain Man
- 1989 : Finish Line (TV)
- 1989 : Batman
- 1989 : Tango et Cash
- 1990 : Le Bûcher des vanités
- 1992 : Batman, le défi
- 1993 : Blessures secrètes
- 1994 : Avec les félicitations du jury
- 1995 : Money Train
- 1996 : Président ? Vous avez dit président ?
- 1997 : Rosewood
- 1999 : Wild Wild West
- 2001 : Ali
- 2006 : Superman Returns
- 2018 : A Star Is Born de Bradley Cooper

### Acteur
- 1956 : Les Dix Commandements de Cecil B. DeMille : un jeune homme sur un âne traversant la mer rouge (figuration)
- 1961 : Shirley Temple's Storybook (série télévisée), épisode The Terrible Clockman : le quincailler

### Coiffeur
- 1965 : Dr. Goldfoot and the Bikini Machine de Norman Taurog - coiffure de Susan Hart (en)
- 1974 : Ma femme est dingue de Peter Yates - coiffure de Barbra Streisand

## Dans la culture
Jon Peters est mis en scène comme personnage secondaire du film Licorice Pizza (2021) de Paul Thomas Anderson ; le rôle est joué par Bradley Cooper.